# 候姫
候姫（こうひめ、文化12年9月14日（1815年10月16日） - 明治13年（1880年）11月16日）は、土佐藩主・山内豊熈の正室。父は薩摩藩主・島津斉興、母は正室・弥姫（周子）。豊熈との間に、男児（夭折）、麟姫（夭折）、綱姫（浅野長勲室）がいる。養子に山内豊信。別名に祝姫、島津候子、山内候子がある。院号は智鏡院。

## 生涯
文化12年（1815年）に江戸高輪の島津江戸屋敷にて誕生した。母・弥姫（周子）は「賢夫人」と称されて薩摩藩の家臣より尊敬されていた。弥姫は乳母に頼らずに3人の子、斉彬、斉敏、候姫に自ら授乳して教育もした。特に娘の候姫は、「他家へ嫁に出る者」として甘やかさずに厳しく育てられた。
候姫は母・弥姫譲りの才能があり、豊熈に嫁いでからは、土佐藩の家臣から「賢夫人」と母同様に称された。豊熈との間の初子に男児を出産して土佐藩や実家の薩摩藩から喜ばれたが、この男児は生後すぐに夭折した。その後も候姫は子を産むが、男児を産むことは無かった。
嘉永元年（1848年）7月10日に豊熈が死去。候姫は落飾して智鏡院と号した。土佐藩主は義弟の山内豊惇が継ぐもその年に死去。その後を豊信が継いだ。この際、豊信は智鏡院の養子となり藩主となった。豊信は「賢夫人」の智鏡院に養育され、後に数々の名歌を残したが、これは智鏡院の影響が強いと言われている。
智鏡院は豊信の養母として土佐藩の大隠居・山内豊資と共に土佐藩政に多大なる影響を及ぼしたが、幕末には、実家の島津家が倒幕派、嫁ぎ先の山内家が佐幕派であったため、智鏡院の立場は複雑であったという。島津家と山内家が嫌悪状態になると、智鏡院は両家を上手く取り持つなど、土佐藩におけるその存在は重要を増していた。
その頃の江戸は倒幕の気運が高まり、危険な状態であったために、江戸在住の大名の生母や妻子などは次々と国元に戻っていったが、智鏡院は土佐に行く事を拒否してそのまま江戸に留まり、その後一度も土佐の地を踏むことはなかった。

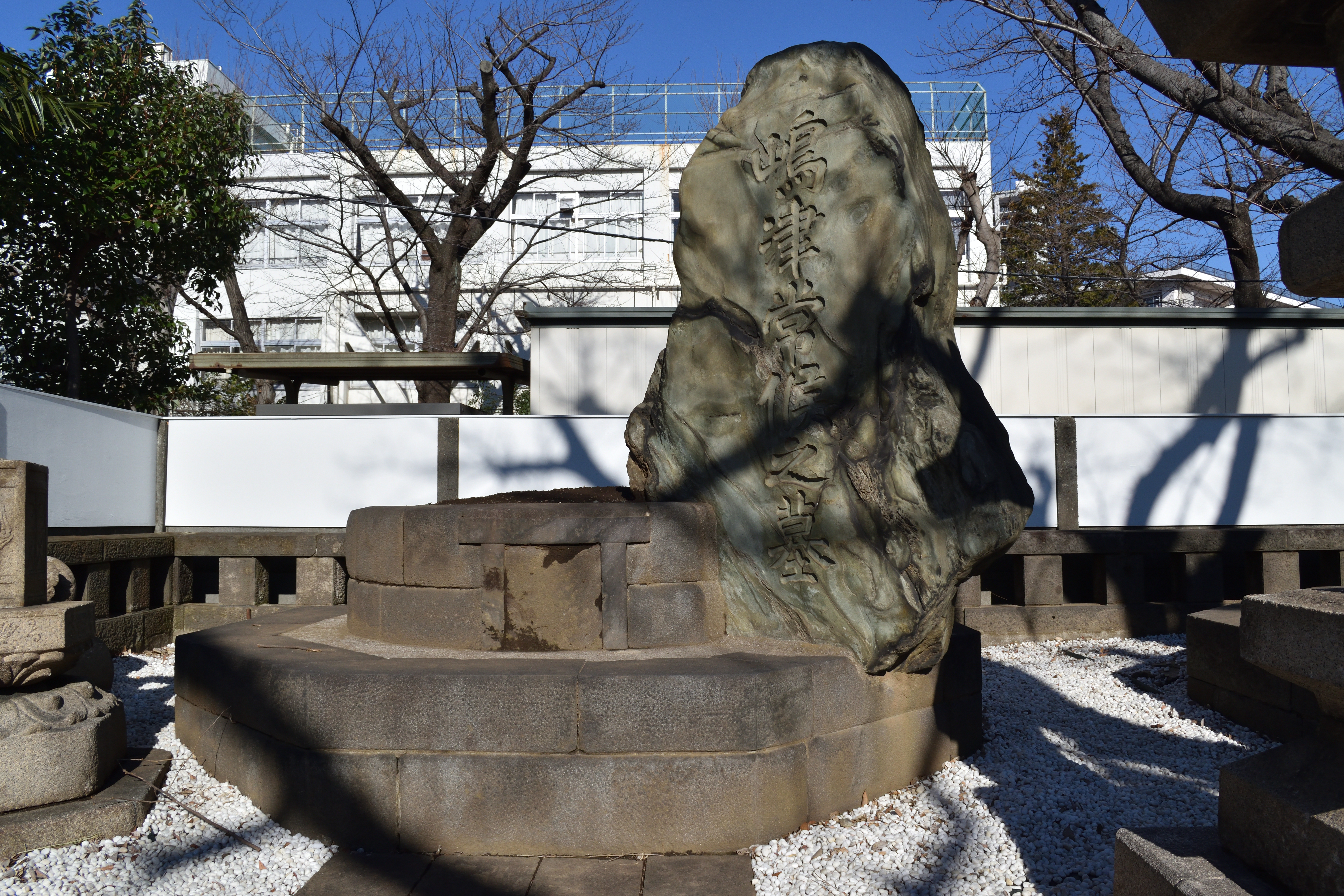
墓所（東京都品川区東大井）

1880年（明治13年）11月16日に東京で死去。墓は東京都品川区東大井四丁目 大井公園（土佐藩下屋敷跡）脇の山内家墓所内にある。

## 補注
1. ↑  この婚儀は徳川家斉の息女を御守殿として押しつけられかけた山内家が島津家に泣きついて急にまとまった婚儀だったという。この後、この件を根に持った幕府に山内家は過大な負担を強いられ窮乏し、老中水野忠成に賄賂を送ってようやく回避した。（山田三川『想古録』）参考文献：安藤優一郎『江戸城・大奥の秘密』ISBN 4166605763[要ページ番号]